# Sarah Pinsker
Pour les articles homonymes, voir Pinsker.
Œuvres principales
- A Song for a New Day
- Our Lady of the Open Road

Sarah Pinsker, née le 8 avril 1977 à New York, est une romancière et nouvelliste américaine de science-fiction et de fantasy.

## Biographie
Sarah Pinsker est née le 8 avril 1977 à New York puis a vécu dans plusieurs endroits des États-Unis, y compris l'Illinois et le Texas. À quatorze ans, sa famille s'est installée à Toronto, au Canada. Elle est ensuite retournée aux États-Unis pour aller l'université. Elle vit actuellement à Baltimore, dans le Maryland, où elle a géré des subventions pour un organisme à but non lucratif. En plus d'écrire de la fiction, elle est chanteuse et compositrice avec le groupe Stalking Horses et a sorti plusieurs albums par le biais de labels indépendants. Elle fait également du bénévolat en tant que directrice générale de la Science Fiction and Fantasy Writers of America (SFWA) et anime la série de lecture Dangerous Voices Variety Hour de la Baltimore Science Fiction Society (en).

## Œuvres

### Romans indépendants
- Et il n'en resta plus que (n-1), L'Œil d'or, 2025 ((en) And Then There Were (N-One), 2017), trad. Julien Wacquez, 110 p.  (ISBN 978-2-490437-47-4)À paraître le 5 septembre 2025
- (en) A Song for a New Day, 2019Prix Nebula du meilleur roman 2019
- (en) We Are Satellites, 2021
- (en) Haunt Sweet Home, 2024

### Recueils de nouvelles
- (en) Sooner or Later Everything Falls Into the Sea, 2019
- (en) Lost Places, 2023

### Nouvelles parues en français
- Une greffe à deux voies, 2016 ((en) A Stretch of Highway Two Lanes Wide, 2014)Parue dans la revue Angle mort no 11
- Deux vérités, un mensonge, 2022 ((en) Two Truths and a Lie, 2020)Parue dans la revue Bifrost no 107, Le Bélial' - Prix Nebula de la meilleure nouvelle longue 2020 et prix Hugo de la meilleure nouvelle longue 2021

## Récompenses
- Prix Theodore-Sturgeon 2014 pour In Joy, Knowing the Abyss
- Prix Nebula de la meilleure nouvelle longue 2015 pour Our Lady of the Open Road
- Prix Nebula du meilleur roman 2019 pour A Song for a New Day
- Prix Philip-K.-Dick 2020 pour Sooner or Later Everything Falls Into the Sea
- Prix Nebula de la meilleure nouvelle longue 2020 pour Deux vérités, un mensonge
- Prix Hugo de la meilleure nouvelle longue 2021 pour Deux vérités, un mensonge
- Prix Hugo de la meilleure nouvelle courte 2022 pour Where Oaken Hearts Do Gather
- Prix Nebula de la meilleure nouvelle courte 2021 pour Where Oaken Hearts Do Gather
- Prix Locus de la meilleure nouvelle courte 2022 pour Where Oaken Hearts Do Gather